# Marine Corps Recruit Depot Parris Island

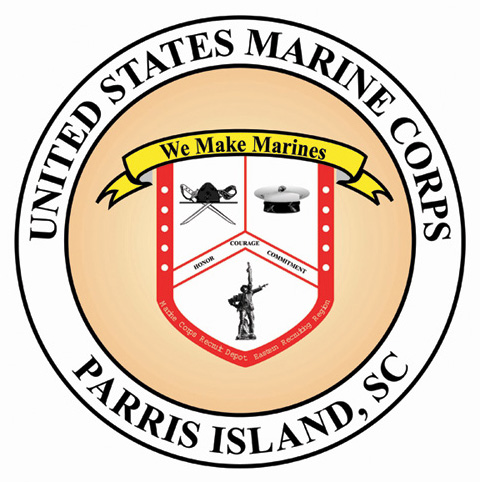
Sigill med rekrytdepåns motto.

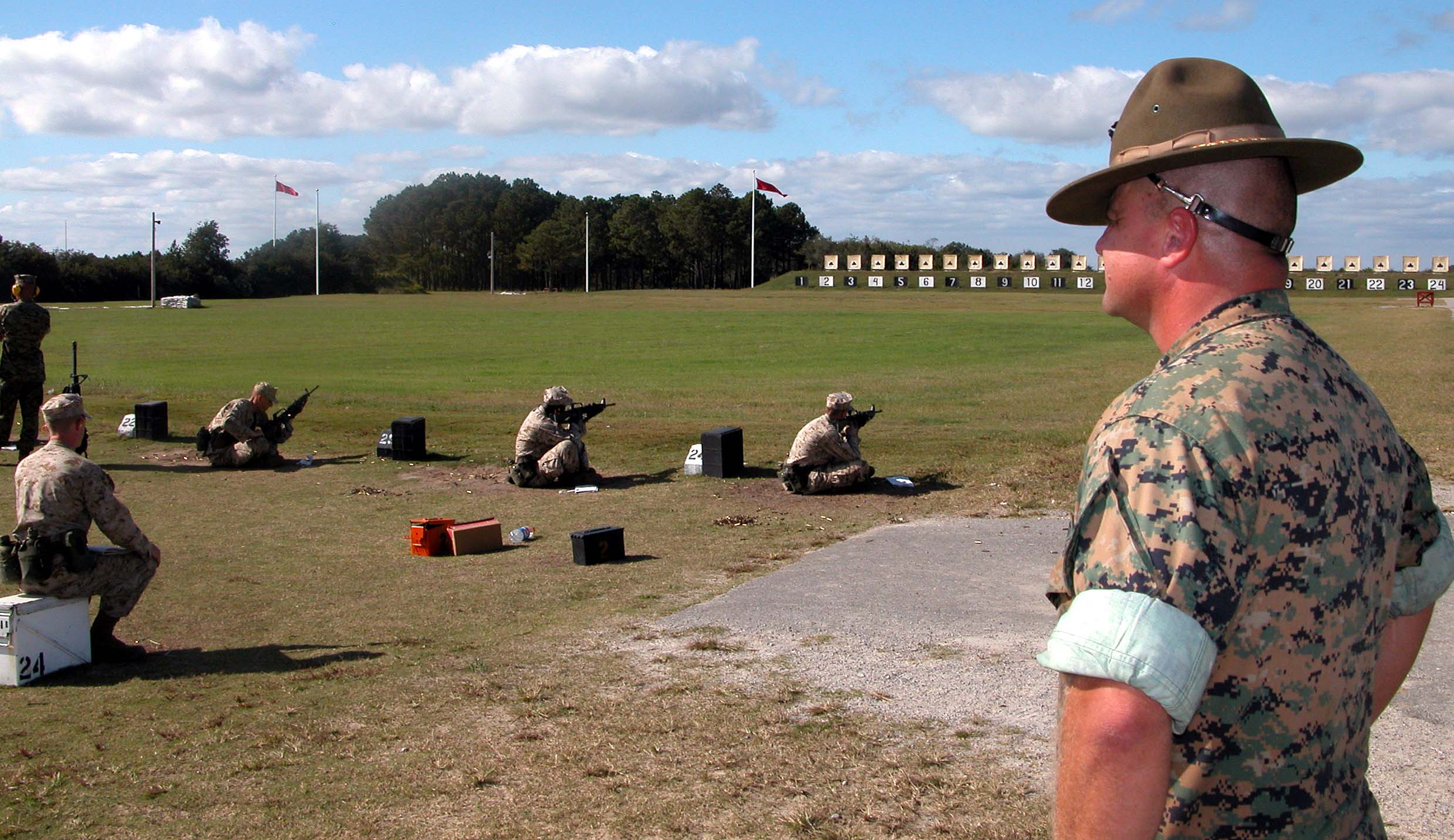
Instruktör övervakar rekryterna vidd skjutbanan Chosin Range.

Marine Corps Recruit Depot Parris Island (förkortning:MCRD PI) är en militärbas tillhörande USA:s marindepartement som är belägen i Beaufort County i delstaten South Carolina söder om staden Beaufort i USA. 
Rekrytdepån på Parris Island är en av två förläggningar inom USA:s marinkår där grundutbildningen meniga rekryter genomförs. Rekryter med hemort öster om Mississippifloden skickas dit medan de med hemort väster om samma flod skickas till San Diego.

## Bakgrund
De första marinsoldaterna kom till platsen 1891 som ett detachement för att upprätthålla säkerheten på örlogsstationen vid Port Royal. Rekrytträningen på platsen påbörjades 1915 och den har pågått kontinuerligt sedan dess. Under tiden som USA deltog i andra världskriget från 1941 till 1945 utbildades det 204 509 meniga marinsoldater på Parris Island.
Från 1949 inrättades en särskild bataljon för att utbilda kvinnliga marinsoldater som meniga och fram till 2021 var Parris Island den enda platsen för deras grundutbildning.

## Populärkultur
Handlingen i den första halvan av långfilmen Full Metal Jacket i regi av Stanley Kubrick utspelar sig kring en klass av rekryter vid Parris Island som tränas av den stenhårde drillinstruktören Hartmann (R. Lee Ermey). Filmen är dock inspelad utanför London i England.